# 源包
源 包（みなもと の つつむ）は、平安時代初期の貴族。嵯峨源氏、大納言・源定の子。官位は従四位下・信濃守。

## 経歴
文徳朝末の斉衡3年（856年）従五位下に叙爵。天安2年（858年）清和天皇の践祚後に中務少輔に任ぜられると、同年11月に天皇の即位を告げるために嵯峨山陵に派遣され、翌貞観元年（859年）の大嘗祭では次第司次官を務めた。貞観2年（860年）従五位上に叙せられると、清和朝前半は治部大輔、後半は木工頭と京官を歴任している。
貞観19年（877年）陽成天皇の即位に伴う叙位にて正五位下に昇叙されるが、翌元慶2年（878年）信濃守として地方官に転じた。のち、時期は不明ながら従四位下に至る。

## 官歴
注記のないものは『六国史』による。
- 時期不詳：正六位上
- 斉衡3年（856年） 正月7日：従五位下
- 天安2年（858年） 9月23日：中務少輔。11月5日：嵯峨山陵使（告文徳天皇即位）
- 貞観元年（859年） 9月21日：次第司次官（大嘗祭）
- 貞観2年（860年） 11月16日：従五位上
- 貞観3年（861年） 2月16日：治部大輔
- 貞観5年（863年） 3月19日：治部大輔
- 貞観10年（868年） 2月17日：木工頭
- 貞観19年（877年） 正月3日：正五位下
- 時期不詳：民部大輔
- 元慶2年（878年） 正月11日：信濃守
- 時期不詳：従四位下[1]

## 系譜
『尊卑分脈』による。
- 父：源定
- 母：不詳
- 生母不詳の子女
  - 男子：源同
  - 女子：菅原資忠室